# 漢堡高地

海報

《漢堡高地》（英語：Hamburger Hill），是根據越戰1969年5月10日至20日美軍攻擊北越軍防守的越南、寮國邊界漢堡高地戰役改編的1987年電影；在十天內美軍戰歿110人，北越軍戰歿500人戰況激烈；屍體遍佈山陵殘缺不全，形同漢堡肉屑，因此名之；導演是約翰·艾文（John Irvin），後於1998年又執導HBO家庭影院戰爭片 。